# Kenny Scharf
Pour les articles homonymes, voir Scharf.
 (février 2015).
Si vous disposez d'ouvrages ou d'articles de référence ou si vous connaissez des sites web de qualité traitant du thème abordé ici, merci de compléter l'article en donnant les références utiles à sa vérifiabilité et en les liant à la section « Notes et références ».
Kenny Scharf, né à Los Angeles en 1958, est un artiste américain.

## Biographie
Kenny Scharf étudiait à l'école des arts visuels de New York dont il est diplômé en 1980. 

Il fait partie des artistes qui, au début des années 1980, créent une connexion entre le milieu de l'art contemporain et celui du graffiti, comme Jean-Michel Basquiat ou Keith Haring. Il expose à la Fun Gallery en 1981 et à la galerie Tony Shafrazi en 1984. 

Depuis, Kenny Scharf a montré ses œuvres dans le monde entier et ses peintures font partie des collections permanentes de nombreuses institutions artistiques, comme le Guggenheim Museum, le Whitney Museum of American Art ou encore le Stedelijk Museum d'Amsterdam.
Utilisant en toute liberté les images de la culture populaire (notamment télévisuelle), Scharf développe une œuvre gaie et colorée assez proche des préoccupations de la Figuration libre.
Kenny Scharf comptait parmi les artistes représentés au musée du Graffiti de L'Aérosol à Paris de 2017 à 2018, Maquis-art Hall of Fame organisé par Maquis-art.